# Krangganharjo
Krangganharjo is een bestuurslaag in het regentschap Grobogan van de provincie Midden-Java, Indonesië. Krangganharjo telt 4742 inwoners (volkstelling 2010).